# Euglossa viridissima
Euglossa viridissima är en biart som beskrevs av Heinrich Friese 1899. Euglossa viridissima ingår i släktet Euglossa, tribus orkidébin, och familjen långtungebin.
Enligt senare forskning betraktas denna art som ett komplex av två arter, Euglossa viridissima och Euglossa dilemma

## Beskrivning

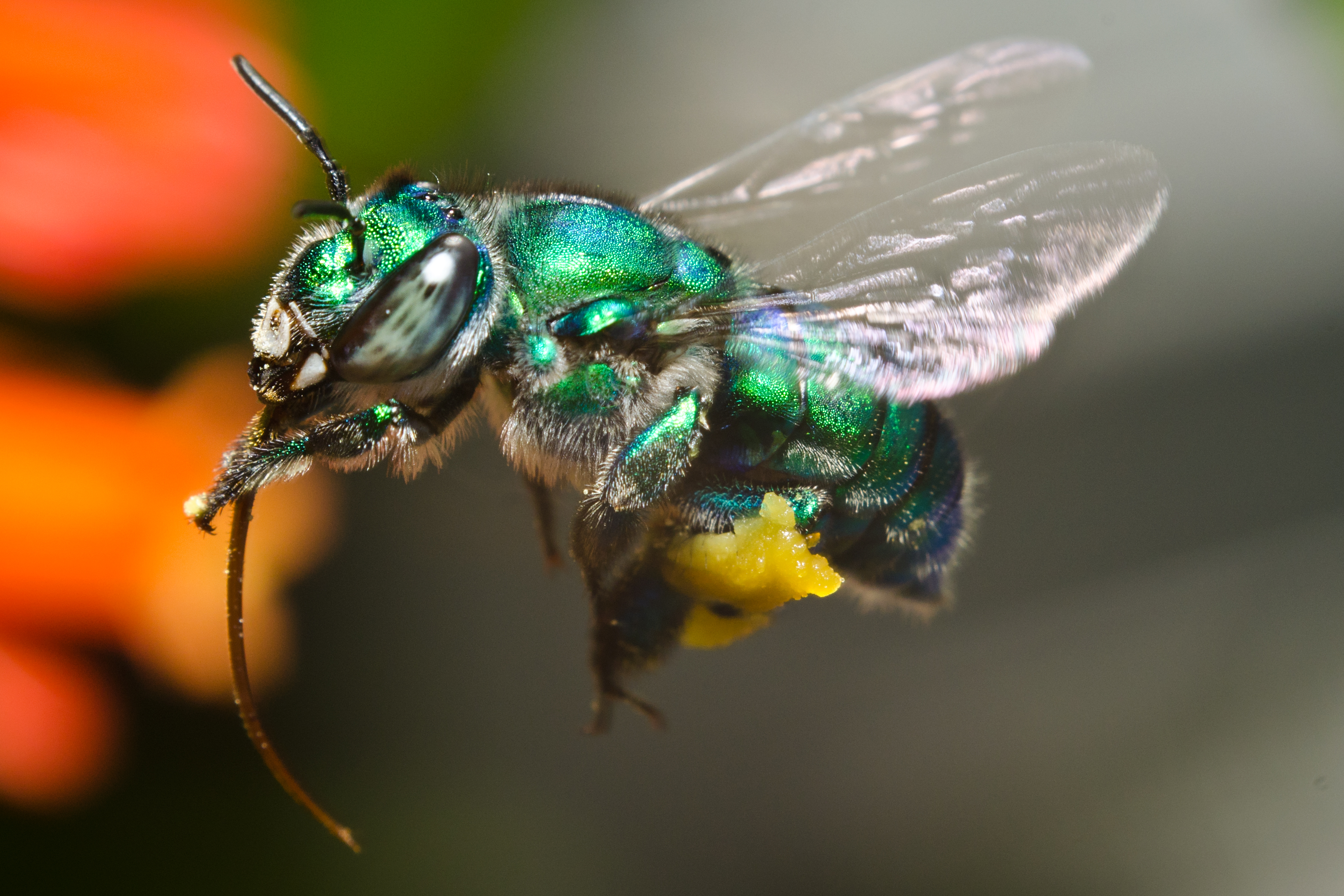
Hona med fyllda pollenkorgar som svävar i luften. Märk den långa tungan!

Euglossa viridissima är ett kraftigt byggt bi med en kroppslängd på 11 till 13 mm och med en mycket lång tunga, som kan nå upp till 10 mm. Likt alla orkidébin har hanarna det bakre skenbenet förstorat, för att tjäna som förråd för de doftämnen de samlar in. Färgen är klart metallgrön.
Arten och dess förväxlingsart E. dilemma är mycket lika; den främsta skillnaden är att hanen hos E. dilemma har tre tänder (= taggar) på mandiblerna, medan E. viridissima-hanen har två. Någon gång händer det att även E. viridissima-hanen har tre tänder, men den tredje tanden är då inte centrerad som hos E. dilemma.

## Ekologi
Som alla orkidébin samlar hanarna doftämnen, främst från orkidéer (upp till 11 olika släkten), för att tillverka sina feromoner, som man antar de använder för att locka till sig honor för parning. Förutom orkidéer hämtar hanarna doftande ämnen även från kallaväxter, ruttnande växtlighet och murket trä. Honorna samlar kåda till propolis, som de använder för bokonstruktion, från dalechampiasläktet; man misstäker att även barrträd och cashew tjänar som leverantör av kåda. Nektar och pollen får biet bland annat från oleanderväxter, katalpaväxter, ärtväxter, passionsblommeväxter samt importerade växter som kardemumma och allamanda. Växtfamiljer som Caesalpinaceae, himmelsblommeväxter och underblommeväxter fungerar dessutom som pollenleverantörer åt honorna (pollen används enbart som larvfoder).

### Fortplantning
Euglossa viridissima är ett solitärt bi; varje hona konstruerar sitt eget bo. Flera honor kan emellertid bygga sina bon intill varandra. Boet förläggs i allahanda slutna utrymmen, som tätas med propolis. Det kan innehålla mellan 4 och 20 stycken 11 till 12 mm långa larvceller. Larverna utvecklas till fullbildade insekter på drygt 50 dagar. Den fullbildade insekten lever i regel inte mer än 2 till 3 månader.

## Utbredning
Arten förekommer i Nord- och Centralamerika från nordligaste Mexiko (delstaten Sonora) till Costa Rica.